# Пономарёв, Игорь Маратович
И́горь Мара́тович Пономарёв (6 июня 1965, Ленинград — 30 октября 2006, Лондон) — председатель Комитета Международной морской организации (IMO), постоянный представитель Российской Федерации в IMO.

## Образование
Окончил Ленинградский кораблестроительный институт по специальности «Судостроение и судоремонт» (1988).

## Работа в Российском морском регистре судоходства
С 1989 работал в Главном управлении Российского морского регистра судоходства (РС): старший инженер, эксперт, старший эксперт, начальник отдела, с 1999 — заместитель генерального директора, начальник Международной службы Российского морского регистра судоходства (РС). В 2001—2002 — председатель совета Международной ассоциации классификационных обществ (IACS), осуществляющей надзор за 95 % судов всего мирового торгового флота.
Почётный работник морского флота Российской Федерации. Награждён медалями: «300 лет Российскому флоту», «В память 300-летия Санкт-Петербурга», «100 лет адмиралу флота Советского Союза Н. Г. Кузнецову».

## Деятельность в IMO
Начиная с 1993 года он принимал участие в составе российской делегации в работе IMO. 15 декабря 2002 был назначен постоянным представителем Российской Федерации в IMO (приступил к исполнению обязанностей в 2003). С февраля 2003 по 2005 был председателем подкомитета IMO по проектированию и оборудованию судов.
С 1 января 2006 — председатель Комитета IMO по безопасности на море (первый представитель России на этом посту, был избран 19 мая 2005). В круг полномочий Комитета по безопасности входят: проектирование и оборудование судов, теория корабля, безопасность навигации, подготовка и дипломирование моряков, радиосвязь, поиск и спасание, безопасность перевозки грузов, включая наливные грузы, навалочные грузы, генеральные грузы и контейнеры, правила предотвращения столкновения судов и навигационные средства, внедрение международных требований государствами флага, охрана на море.

По словам директора департамента государственной политики в области железнодорожного, морского и речного транспорта Министерства транспорта России Алексея Клявина, Комитет по безопасности фактически является ведущим комитетом IMO: 

В условиях интенсификации морских грузопотоков, в особенности перевозок нефти, вопросам безопасности мореплавания уделяется первостепенное значение. Значение этого комитета возрастает и в связи с противодействием терроризму на морском транспорте.

## Обстоятельства смерти
Скоропостижно скончался в Лондоне. По данным немецкого журнала Focus, Игорь Пономарёв, находясь в оперном театре, внезапно почувствовал себя плохо. При этом он испытал настолько сильный приступ жажды, что перед смертью за короткое время выпил несколько литров воды. 
Официальной причиной смерти был назван инфаркт, но вскрытия тела не производилось. Однако эксперты, опрошенные журналом, утверждают, что при инфарктах у больных не наблюдается жажды, которую вызывает, в частности, таллий — ядовитое вещество, которым, как первоначально предполагалось, был отравлен бывший сотрудник ФСБ Александр Литвиненко.
Focus также утверждает, что родные Пономарёва не исключают связи его смерти с делом об отравлении Литвиненко, поскольку, по информации издания, российский дипломат собирался прийти на встречу с Литвиненко и итальянцем Марио Скарамеллой, которая состоялась 1 ноября 2006 в лондонском суши-баре Itsu.

В свою очередь, российское Министерство иностранных дел назвало эту версию «абсурдными домыслами» и заявило, что смерть Пономарёва явилась, по заключению британских врачей, пытавшихся оказать ему неотложную медицинскую помощь, следствием острой сердечной недостаточности. Это же было повторно подтверждено и прибывшим непосредственно на место происшествия экспертом-патологоанатомом. В МИД России подчеркнули: 

Вызывает глубокое сожаление, что в погоне за сенсацией появляются самые фантасмагорические версии, авторы которых даже не удосуживаются сверить их с фактами, проявить элементарное уважение к памяти покойного.